# Стейн ван Ронге
Стейн ван Ронге е бял южноафриканец, лидер на Африканерското движение за съпротива (AWB), като след убийството на Йожен Тер'Бланш е назначен за председател на движението.
Ронге членува в АДС (AWB) от 1988 година, а до месец април 2010 година е заместник-председател на движението. Занимава се с животновъдство в района на град Застрон. Той уверява, че под негово ръководство AWB ще продължава да защитава правата на белите фермери.